# アドバンスト・マイクロ・デバイセズ
アドバンスト・マイクロ・デバイセズ・インク (Advanced Micro Devices, Inc. / AMD) は、アメリカの半導体企業である。

## 概要
1969年に設立され、インテルx86互換マイクロプロセッサ及び、自社64ビット技術のAMD64対応マイクロプロセッサ、APU （Accelerated Processing Unit）、GPU（Graphics Processing Unit ） 等を生産している。米国本社所在地はカリフォルニア州サンタクララ。半導体製造部門は2009年3月にGlobalFoundriesとして分社化した。
AMDの日本法人である日本AMD株式会社の商業登記での商号は「日本エイ・エム・ディ株式会社」であり、公式発表などでも常に「エーエムディー」と呼称される。
なお、商標当局が商標審査の便宜のために付した読み方は「エイエムデイ」と「アムド」である。

## 歴史
1969年、フェアチャイルドセミコンダクターを退社したジェリー・サンダース (Jerry Sanders) らによって設立:1。

### セカンドソースメーカーとして

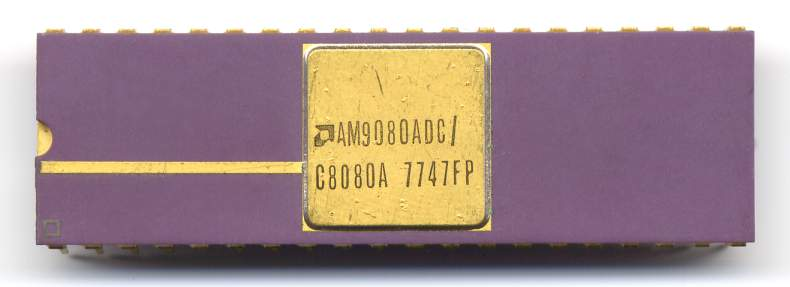
AMD 8080プロセッサ(AMD AM9080ADC / C8080A),1977年

当初、AMDはインテルのセカンドソースでプロセッサやペリフェラルチップを製造するメーカーの一つだった。しかし黎明期からAMD独自設計のFPUであり8ビットCPU時代における事実上の標準（デファクトスタンダード）となったAm9511/Am9512（後にインテルがAm9511のセカンドソース8231を製造）や、インテルの8257よりも高性能なDMAコントローラAm9517Aを開発する技術力を示した（後にインテルがAm9517Aのセカンドソース8237Aを製造）。
しかし、インテルは1985年発表のIntel 386プロセッサ（当初の名称は80386）以降セカンドソースを認めず、製造に必要な重要資料を公開しない方針を取った:1。多くのセカンドソースメーカーはそれを期に撤退したが、AMDをはじめとした数社は独自に開発を行い、同一ではないものの、互換性のあるプロセッサの製造を開始する方針をとっていった。
| 年   | |
| ---- | --- |
| 1975 | インテルとセカンドソース契約を締結。当時のライセンスは8085 |
| 1982 | インテルと8088のセカンドソース契約締結。IBMがIBM PCに搭載するチップにセカンドソースを要求したため、インテルはAMDを含む複数の製造会社と契約せざるを得なかった。 |
| 1987 | 386ライセンスに関しインテルとの12年に及ぶ訴訟が始まる:2。この訴訟は1994年に結審し:2、それを受けて今後はインテルの知的財産を利用しない条件で互換プロセッサの開発販売の権利を得た。 |
| 1988 | インテルがAMDを80286の特許権侵害で告訴:2。だが、インテルの提出した証拠書類に改ざんがあった事が発覚:2、また、セカンドソースライセンスが有効と認められ再審の結果AMDが勝訴。 |
| 2009 | AMDとインテルは和解を発表。和解によって両社は独占禁止法やライセンスなどのすべての訴えを取り下げ、5年間の特許クロスライセンスを締結し、インテルはAMDに12億5000万ドル（約1,140億円）を支払い、パソコンメーカーと不当な契約を行わないことで合意した。ただし、両社間だけの問題ではないインテルの独占禁止法違反に関する調査は、米連邦取引委員会や欧州委員会などの各国機関で継続。 |
| 2024 | IntelとAMDは、「x86 Ecosystem Advisory Group」を設立。「業界のリーダーの団結を図り、x86の未来の形成および、より一層統一化が進んだ命令セットとアーキテクチャインタフェースによる開発者のイノベーション促進を目指す。このイニシアチブを通じて、x86製品全体にわたり互換性、予測可能性、一貫性を強化する」と発表。                                                               |

### 互換プロセッサの開発と路線の変更

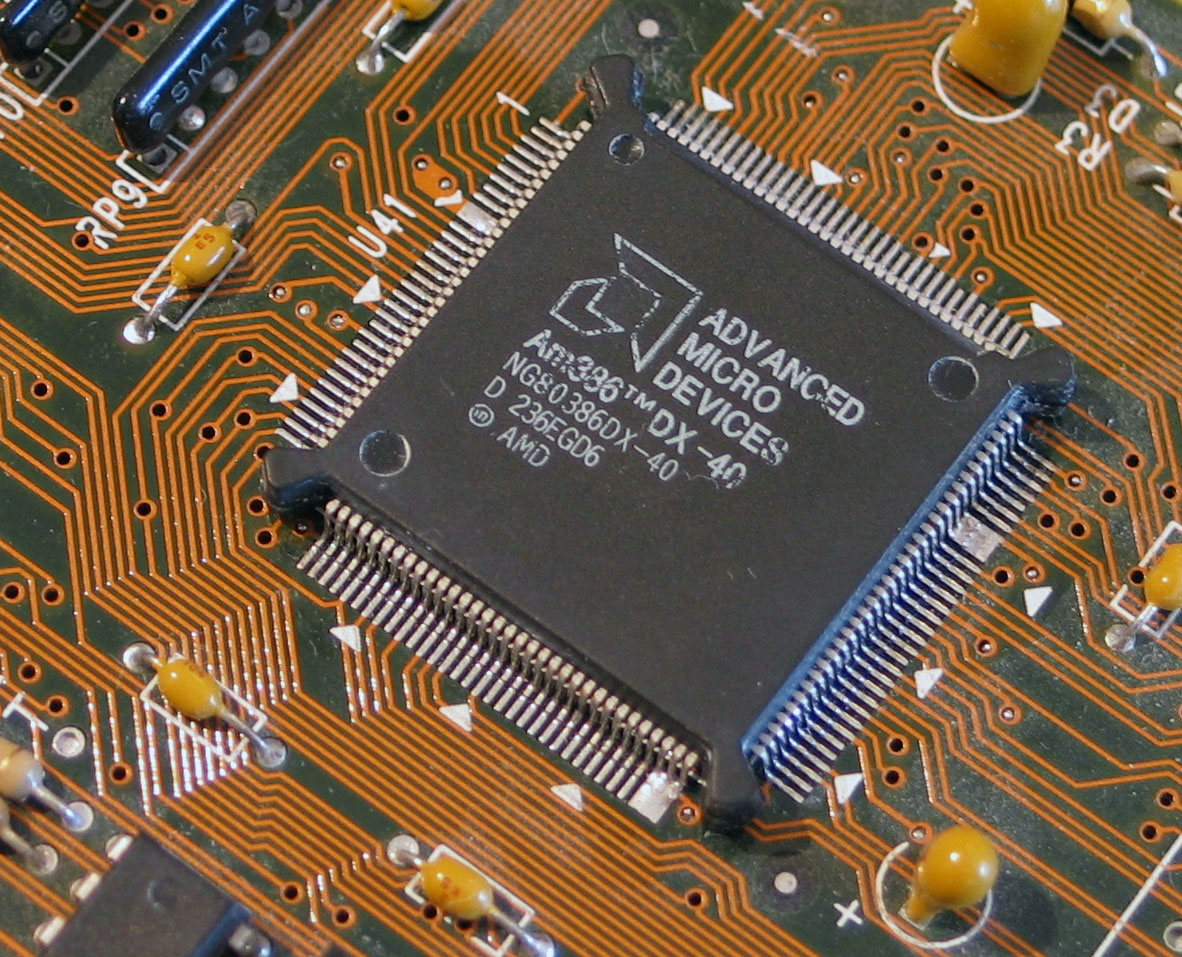
Am386DXプロセッサ

AMDは1991年、最初の互換プロセッサ「Am386」を投入。インテルは既に次世代製品のi486シリーズを発売しており、同プロセッサは旧世代ではあるが低価格製品として採用された:2。
AMDはi486互換プロセッサ「Am486」の開発を進めていたが、インテルによるAMDのマイクロコード使用が不正なものであるとして争われた訴訟の結果、Am486は出荷差し止めの仮処分を受ける。
1993年に出荷されたAm486プロセッサは、Am486DXやAm486SX等が出荷され互換プロセッサとして好調な売れ行きを見せ、1995年には486プロセッサのアップグレードパスとしてi486互換プロセッサ「Am5x86」を出荷した。Am5x86はi486DX4とピン互換であり、160MHzで稼動させることでインテルのPentiumプロセッサ100MHzと同等、133MHzで稼動させることで75MHzと同等の性能を発揮するとして、486プラットフォーム用プロセッサとして使用された。1996年には、Pentium（P54C）プロセッサと「ピン互換」の「K5」プロセッサを出荷し、安価な互換製品として認知されていたが、開発の遅れにより収益にはあまり貢献しなかった。
当時のAMDはK5シリーズに続く開発中の次世代プロセッサK6シリーズの性能が向上しない問題に直面していた。そこで、K6と同世代のNx686を開発中だったプロセッサメーカーのNexGenを買収し、同社の開発チームを手に入れるとともに、Nx686を元にSocket 7と互換性を持つよう設計変更した「K6」プロセッサを1997年に出荷した:1。K6はPentiumのSocket 7と互換性がありMMX拡張命令セットも実装した。K6は発売当初からMMX Pentiumシリーズよりも高クロックで動作している。
AMDは引き続きP5バス互換プロセッサの開発を進め、K6に「3DNow!」を追加した「K6-2」を発表した:1。K6-2はPentium IIに迫る性能をもち、大手メーカーが製造するPCにも採用された他、P5バスにおけるアップグレード手段としても人気があった。
その後に登場したインテルのPentium IIIに対し、AMDはK6-2に256KBのL2キャッシュを統合した「K6-III」プロセッサを開発し:1、同時期のCeleronに対しては、K6-2を競合させた。
1999年に出荷されたK6-IIIプロセッサは、整数演算性能ではPentium IIIを超える性能をもっており、AMDはPentium IIIよりも高速であると主張していた。しかし、浮動小数点演算性能ではPentium IIIに及ばず、浮動小数点演算性能が重視される分野への採用は進まなかった。
浮動小数点演算性能については、3DNow!を使用することにより改善するものの、AMDは3DNow!を扱うためのライブラリを提供するのみでソフトウェアの開発環境が整わなかったことから、3DNow!に対応したソフトウェアは少なかった。
いくつかの互換プロセッサメーカーは、性能面でインテル製のプロセッサに対抗できなくなったことやインテルの知的財産保護制度の活用により方針の転換を余儀なくされた。この結果、互換プロセッサ市場からの撤退や組み込み用プロセッサ市場への移行が進んだ。一方、AMDはこの状況の中でAthlonプロセッサの開発に成功し、インテル製プロセッサと性能面で対抗できたことで、当初は価格面で劣勢を強いられてはいたがx86互換プロセッサの製造・販売を継続することができた。

### Athlonの登場とモデルナンバー導入

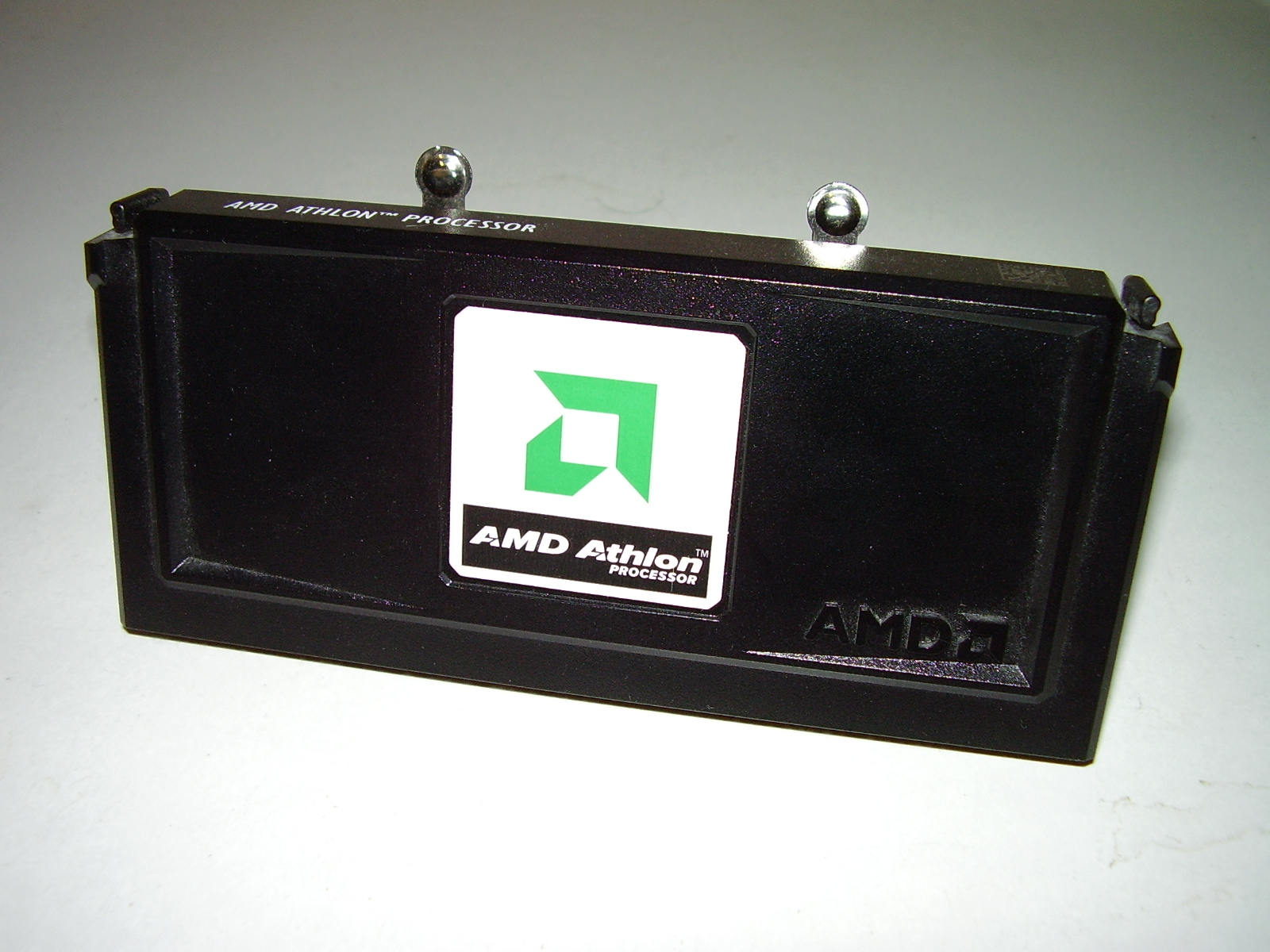
AMD Athlonプロセッサ (Slot A)

K6-IIIではPentium IIIに対抗するには不十分であったことから、AMDは1999年に浮動小数点演算性能を高めたAthlonプロセッサ（開発コードネーム「K7」）を出荷した:2。訴訟の和解条件である非互換路線に転換し、独自のプロセッサバスとCPUソケット (Slot A) を採用した:2。Athlonプロセッサでは、AMDのプロセッサとして初めて商標が採用された (AMD Athlon)。後にインテルのCeleronに相当する低価格ラインには「AMD Duron」の商標が付けられた:2。
Athlon登場時は、オフィスソフト等ではPentium IIIと同等の性能をもつとしていたK6-IIIとAthlonを併せ広報していたが、製造不良が多発していたK6-IIIの製造を打ち切り、後継にK6-IIIの下位製品であるもののK6-2+を発売した。
インテルがPentium III 1GHzの製品発表会開催の事前情報を得たことで、AMDはインテルより数日早く1 GHz (1,000 MHz)で動作するAthlonプロセッサを世界初のパソコン用プロセッサとしては発表した。その後、第7世代の開発中止で苦戦していたインテルを尻目にPentium IIIと競合しつつもAthlonは順調に性能を向上させ、人気を博した。その人気から、K7世代においてAMDはインテルから5%のシェアを奪取した。これは1つの企業が90%以上の寡占状態にある市場においては驚異的なことである。
「K7」から「Thunderbird」にかけてのAthlonはエポックメーカーとして成功したが、単純なクロック増加のみでの性能向上に限界が見えたこともあり、Athlon XP以後はキャッシュ・レイテンシの改善や、パイプライン適正化などによる効率化を重視し、クロック周波数以外での性能向上に力を注いでいく方針がとられた。しかし当時はクロック周波数の高さこそが性能の高さに直結するという風潮があった。そこでAMDは、周波数によらない性能を表すための指標となる「モデルナンバー」を採用した:3。モデルナンバーは、当初はThunderbird比とされ、インテル製CPUのクロック周波数を意識したものではないとAMDは主張していたが、その後「モデルナンバーが『他社製CPUのクロック周波数』とMHz換算で同じ（例:モデルナンバーが2000+ならばクロック周波数で2,000 MHz）であれば同等かそれ以上の性能を示す」とするプレスリリースを発表する。その当時、デスクトップ向けCPUでの『他社製』とは、実質インテルしかなかったため、このプレスリリースはインテルやクロック至上主義への対抗であることは明らかだとパーソナルコンピュータ業界ではそう思われていた。その後、インテルがPentium 4でハイパースレッディング・テクノロジーを実装してからは、このモデルナンバーとインテル製CPUのクロック周波数が当てはまらなくなり、AMDでは「自社製CPUの性能を表すひとつの指標」としている。しかし、Athlon 64（後述）の投入に合わせてモデルナンバーの再構築を行い、再びインテル製CPUのクロックの性能と同じであることを示すモデルナンバーを用いている。

### AMD64（Athlon 64、Opteron、Phenom）

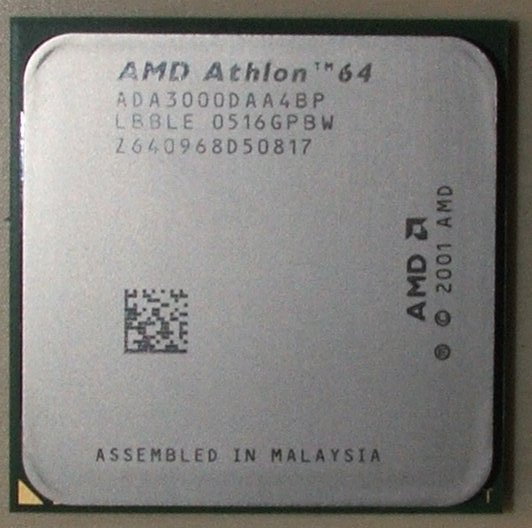
AMD Athlon64プロセッサ (Socket 754)

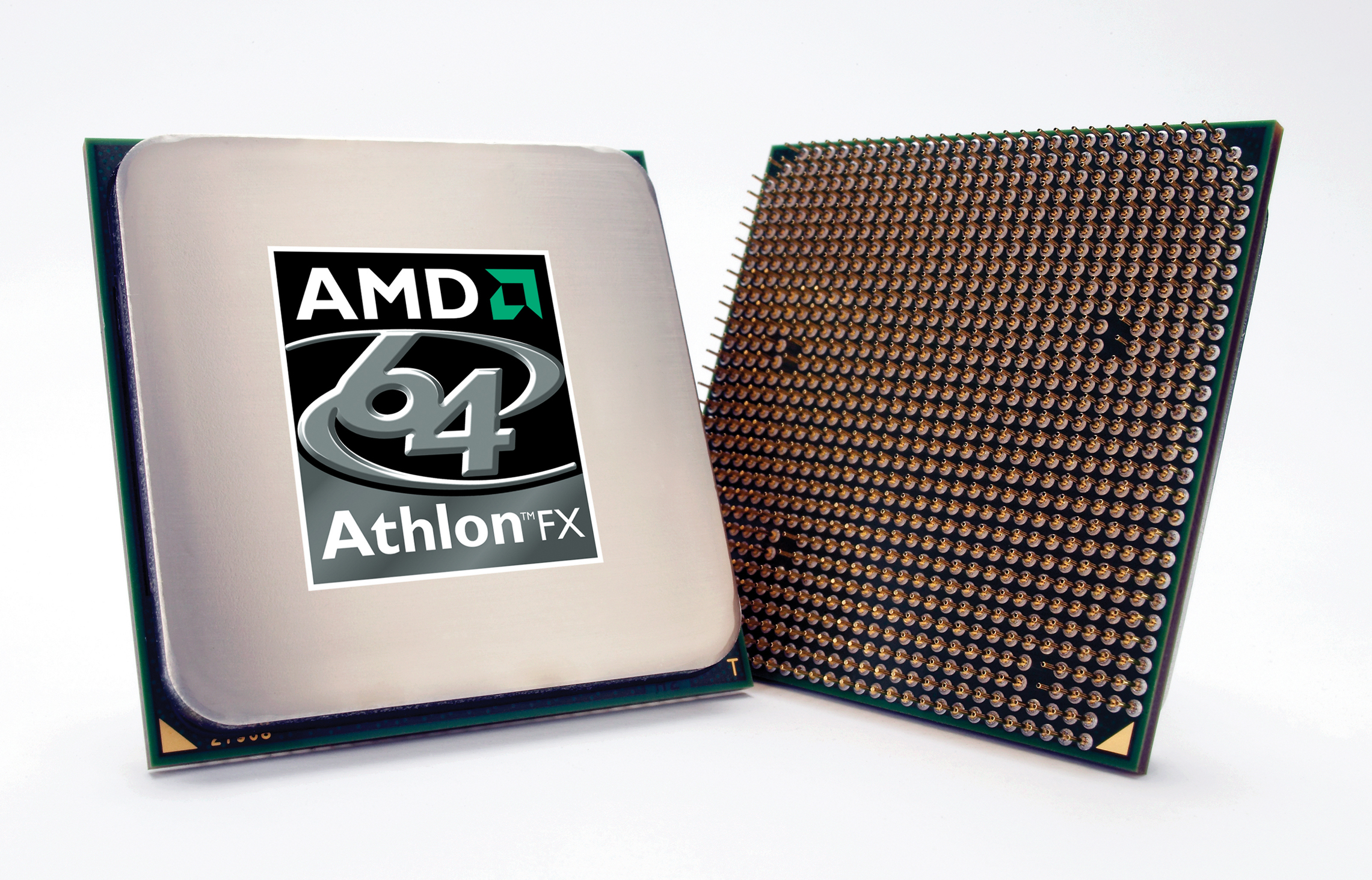
AMD Athlon64FXプロセッサ

AMDはK7コアの後継であるK8コアにおいてx86-64（後にAMD64と改称）と呼ばれる命令セットを採用し、2003年にサーバ向けがOpteronとして、デスクトップ向けがAthlon 64として発売された。価格競争の続くコンシューマー向けCPUとは違って高収益を確保できるサーバ市場向けCPUへの参入はAMDの悲願であった。
AMD64では既存のx86命令セット (IA-32) を拡張し、x86命令セットと上位互換の64ビット命令セットを実装した。一方、サーバ向けCPUとしてOpteronのライバルとなるItaniumを発表したインテルが実装していた64ビット命令セットであるIA-64は、従来の主流であったx86命令セットとの互換性が無かったため、特にサーバ市場においてはIA-64よりも比較的安価にそしてx86からの連続的な移行を可能とするAMD64命令セットが支持され、AMDはサーバー市場で大きな成功を収めた。サーバー市場に大きな影響力を持つマイクロソフトもインテルにAMD64と互換のある命令セットの採用を要請、これを受けてインテルもAMD64と互換のある命令セットのIntel 64を実装したプロセッサを発売せざるを得なくなり、後にマイクロソフトはAMD64に対応するWindowsをx64 Editionとして発売した。こうして32ビットCPU時代はインテルの提唱したIA-32が市場の主流であったものが、64ビットCPUではAMDの提唱したAMD64が市場の主流となった。
2005年4月、AMD初のデュアルコアCPUであるOpteron Dual-Coreを発表、数ヶ月後にはデスクトップ向けのデュアルコアCPUであるAthlon 64 X2シリーズを発表した。2008年にはデュアルコア版SempronをSempron 2000 として発売し、AMDはマルチコア時代への移行を果たした。Athlon 64 X2シリーズは64ビットCPUが当たり前となった2007年4月にはAthlon X2と改称された。
2007年9月、AMDはK8の次期コアとしてK10を発表し、その最初の製品としてクアッドコアの第三世代Opteronをリリース。ほどなくデスクトップ向けとしてもAMD Phenomの名称で発売された。同時にPhenomがAMDのメインストリームCPUとなり、Athlonはバリュー（低価格帯）へと移行された。1つのCPUにデュアルコアが2ダイ収められたIntel Core 2 Quad（Kentsfield）に対し、Phenomは4つのコアを1ダイに収めた「真のクアッドコア」と称していたが、初代Phenomは65nmプロセスで製造されていたため、45nmプロセスを採用したインテル製品には及ばなかった。2009年1月には45nmプロセスに移行したPhenom IIをリリースするも、性能や価格的にはCore 2 Quadの最上位製品と互角になり、Core i7 920とも勝負できる製品となる。後にリリースされたPhenom II X6では6コアに拡張され、Lynnfieldに匹敵する性能を発揮するも、Core i7 Extremeには及ばなかった。

### AMD FX
2011年10月にはK10コアの後継となるBulldozerコアを採用した最初のCPUであるハイエンド向けのAMD FXシリーズが発表された。Bulldozerコアは従来のコアとは違ってスクラッチでゼロから設計された。10W-125WのTDPを指向しており、AMDはBulldozerコアの採用でワットあたりの性能の劇的な向上が見込めるとしていた。また、デスクトップPC向けとしては世界初のネイティブ8コアを搭載するプロセッサーとして期待も高まっていた。しかし、サイクル当たりの命令数 (IPC, en:instructions per cycle) がインテルに対して低く、浮動小数点演算ユニットを2つのコアで共有したことで、浮動小数点演算性能は大きく低下、その後も改良が続けられているがデスクトップ向けとしてはインテルの後塵を拝する結果となっている   。Bulldozerの低迷は、マルチスレッドを活用することでマルチコアCPUに最適化されたアプリケーションソフトウェアよりも、シングルスレッド動作のためにコアあたりのピーク性能が重要となるアプリケーションのほうが依然として主流であったことも関与している。
2012年10月、Bulldozerコアの改良版となるPiledriverコアを採用したFXシリーズCPUを発表・発売。高クロック化と低発熱化を行なった。コア数を求めるマルチタスクを使用するソフトウェアの増加に伴い、対抗であるインテルのCPU性能と勝負できる場面が増加した。

### Zen

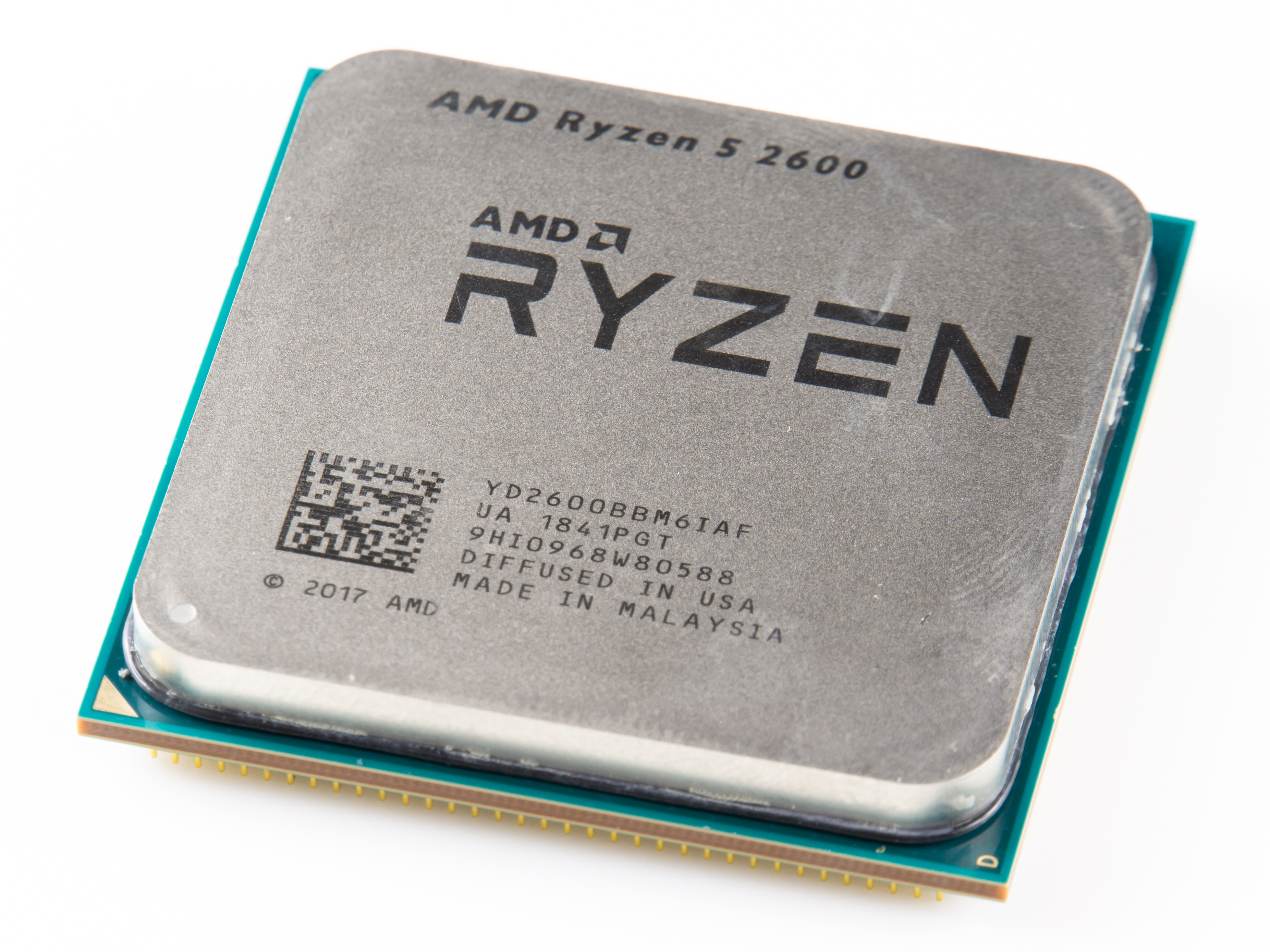
Zen+アーキテクチャが採用された第二世代 Ryzen（Ryzen 5 2600）

Bulldozer系列アーキテクチャの低迷を打破するべく、2015年5月にコードネームZenと呼ばれる新アーキテクチャの開発が発表された 。ZenはBulldozerを刷新するものであり、FinFETプロセスを採用すること、IPCの大幅な向上やSMT (Simultaneous Multi-Threading)(1コアあたり2つのスレッドに対応) 対応などがおこなわれることが発表された。そして、2016年12月、Zenの詳細を公表し名前をSummit Ridge（サミットリッジ（開発コードネーム))からRyzen（ライゼン）に変更、最上位モデルは、8コア16スレッドに対応、クロック周波数は3.6 GHzから4 GHzで、IPCもインテルと比べ遜色ないレベルにまで向上し、その上TDPは95 Wと、当初インテルのハイエンドデスクトップ向けCPUであった Core i7 6900Kを上回る高機能を、6900 Kより45 W低い95 Wで実現し、約6万5千円で提供するCPUとして、大きく話題になった。
そして、Ryzenの発売日である2017年3月3日、日本で発売が開始されると、インテルのCPUを大きく上回る量の売り上げを記録した。初期はメモリの相性問題やゲーミング分野での弱さが指摘されたが、製品の世代が進むにつれて改善され、インテルの開発スピードが滞るのも相まって徐々にシェアを奪いつつある。

#### Pinnacle Ridge
Zen+アーキテクチャが採用された 12 nm で製造される第二世代 Ryzen。開発コードネームは Pinnacle Ridge (ピナクルリッジ)。第一世代からIPC が若干向上し、第一世代の弱点であったクロック周波数の低さは最上位モデルの Ryzen 7 2700X で最大 4.2 GHz まで上昇した。当時インテルの一般用デスクトップ向けの最上位である Core i7-8700K の全コアブースト 4.3GHz にせまるものであった。最上位モデルの TDP が 95 W から 105 W に上昇したが、4 本の 6 mm径ヒートパイプを搭載した CPUクーラー「Wraith Prism」が同梱された。

#### Matisse
Zen 2アーキテクチャが採用された、 7 nmで製造される第3世代Ryzen。開発コードネームはMatisse（マティス）。IPCは15%アップ、キャッシュサイズは2倍に、浮動小数点性能が2倍になった。CPUとI/O部分が分離して製造される。CPUはTSMCの7 nmプロセス、I/OはGLOBALFOUNDRIESの14 nmプロセスで製造され、別チップとしてパッケージ上に混合搭載されている。クロック周波数は最上位モデルの Ryzen 9 3950Xで最大4.7 GHzまで上昇。インテルのコンシューマー向け最上位モデルのCore i9-9900Kにシングルコア、マルチコア性能共に勝利した。また、コンシューマー向けとしては初めて7 nm、16コア32スレッドを実現した。

#### Cezanne
Zen 3アーキテクチャーが採用された、TSMC 7nmで製造される第4世代Ryzen。開発コードネームは「Cezanne」

### AMD APU

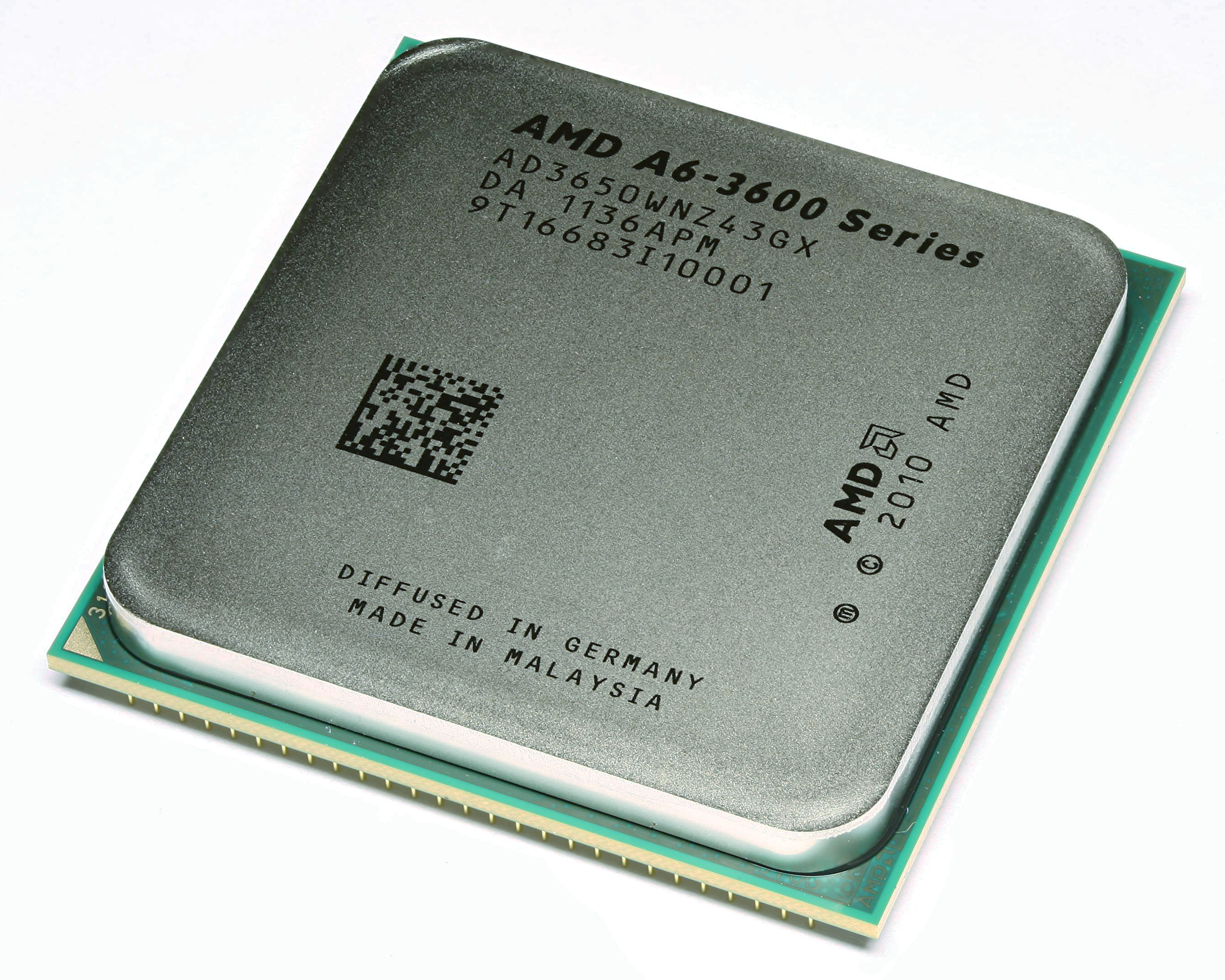
AMD Aシリーズ (A6-3650)

2006年10月のAMDによるATI Technologiesの買収後、CPUとGPUなどマザーボード上にある複数のチップを1つに収めた製品の開発がFusionのコードネームでスタートした。AMDはCPUとGPUを統合した製品をAMD Accelerated Processing Unit (AMD APU) と呼称し、2011年より製品の発売が始まった。
2011年1月にFusionの最初の製品（モバイル向け）がリリースされた。低性能、低価格、低消費電力を指向したBobcatコアが採用されている。
2011年7月には初のメインストリーム向けとなる第2世代FusionであるAMD Aシリーズ (コードネーム: Llano) がリリースされた。LlanoのCPUコア自体はPhenom II (Deneb) と同じで、K10コアに依拠している。
2012年10月に、Bulldozerコアを採用した初のAPUであるAシリーズ (コードネーム: Trinity) がリリースされた。
第8世代のゲーム専用機であるPlayStation 4 (2013年発売) およびXbox One (2013年発売) にはともにGraphics Core NextアーキテクチャのGPUを採用したAMD APUのカスタマイズ品が搭載されている。
2014年1月には、新型のSteamrollerコアを初採用し、hUMAに初対応するAPU (コードネーム: Kaveri) が発表された。
2014年11月には、新型のExcavatorコアを初採用し、HSA 1.0仕様に完全対応するAPU (コードネーム: Carrizo) が発表された。
2018年1月、Zenコアを採用したAPU（コードネーム: Raven Ridge）が発表された。

### 買収・譲渡の歴史
- 1996年 : Atiq Raza率いるNexGen Microsystems社を買収し、当時NexGenが開発中だったNx686というx86互換CPUを手に入れた[12]:1。
- 2002年 : MIPSアーキテクチャのプロセッサの設計・開発を行っていたAlchemy Semiconductorを買収[6]:7。
- 2003年
  - 8月 : ナショナル セミコンダクター (NS) からセットトップボックスやシンクライアント向け、x86互換統合プロセッサの「Geode」（ジオード）の開発を中心とする部門を買収[6]:7。Alchemyの買収と矛盾するがGeodeの買収時にITハードウェアメーカーに対し全てにx86を導入するように呼びかけた。
- 2004年
  - 9月 : 同社のフラッシュメモリ部門と富士通のフラッシュメモリ部門を統合。NOR型フラッシュメモリ製造では世界第1位（当時）となるスパンションを設立。AMDは富士通と共にスパンションの株主となった。
- 2006年
  - 6月 : Alchemyプロセッサ部門をRMI (Raza Microelectronics, Inc.) に売却することを発表した[32]。
  - 7月 : グラフィックスチップ、チップセットの開発、製造を行うカナダのATIを総額54億ドルで買収した。これにより、AMDはグラフィック、チップセットの拡充に加えATIが所有しているインテルとのクロスライセンス権を所有する事にもなった。このクロスライセンス契約の中には、インテルが特許を所有しているバスシステムに関するものもあり、このクロスライセンス契約によりATIはインテル向けのチップセットを作成していた。しかしインテルのライセンスは製品世代ごとのライセンス方式に切り替えていたことから、インテルが直接競合するAMDの一部門となったATIには新製品のライセンスは締結されず、ATIはAMDプロセッサ向けチップセットの製造に注力している。ATI買収により、AMD Fusionなどを始めとする、新たなアーキテクチャの開発が進むと見られている。
- 2008年
  - 8月26日 : 同社のデジタルテレビ（DTV）部門をブロードコムへ1億9,290万ドルで売却することを発表。アナログ・ビデオ・デコーダ、ステレオ・オーディオ・プロセッサを搭載したチップセット「Theater 200」のIP資産・特許をブロードコムへ移籍させた。ブロードコムは自社のDTV部門とAMDのDTV部門を統合させ、2008年第4四半期に売却が完了した。
  - 10月7日 : 同社の製造部門（ファウンドリ）をスピンオフし、アドバンス・テクノロジー・インベストメント (ATIC) と共同で設立する「The Foundry Company（当時の仮称）」に移管することを発表した[33][注釈 1]。新会社の株式はAMDが34.2 %、ATICが65.8 %を保有する[34]。2009年2月に株主総会で承認された。
- 2009年
  - 1月 : 同社のモバイルプラットフォーム部門における、グラフィックスチップ技術を含むハンドヘルド関連のIP資産・特許の一部をクアルコムに6,500万ドルで売却すると発表した。
  - 3月4日 : 製造部門の分社化が完了しGlobalFoundries（グローバルファウンドリーズ）として正式に設立された。
  - 7月22日 : x86プロセッサの出荷が5億個を突破したと発表した。
- 2012年
  - 2月29日 : マイクロサーバーベンダーのシーマイクロ（英語版）を3億3,400万ドルで買収すると発表した。AMDは同買収によりサーバー・ハードウエア市場に参入し、クラウドコンピューティング向けデータセンター分野において大きいシェアを持つ。
- 2020年
  - 10月28日 : FPGA大手Xilinxを買収すると発表した[35]
- 2022年
  - 2月15日 : Xilinxの買収が完了した[36]

## 製品群

### マイクロプロセッサ
- インテルのセカンドソース（一部）
  - AMD Am9080: 当初、ライセンスなしで生産されたが、後にインテルと契約。
  - Am8080
  - Am8086
  - Am8088
  - Am80186
  - Am80286：オリジナルのi80286より高速な、16/20MHzのクロックを持つCPUを発売。
- AMD開発品
  - AMD Am2900 - 4bit ビットスライスプロセッサ
  - AMD Am29000 - 32ビットRISCプロセッサ
  - Am386：初のAMD独自のIA-32互換CPU
  - Am486：486DX2とピン互換。
  - Am5x86：IntelDX4とピン互換で、4倍速モードを持つ。Am5x86 133MHzがPentium 75MHz相当の性能とされる。
- AMD K5：Pentiumピン互換。
- AMD K6
  - AMD K6：MMX Pentiumとピン互換。
  - AMD K6-2：Pentium II対抗。「3DNow!」実装。その開発呼称からK6-3Dとも呼ばれる。
    - AMD K6-2-P：K6-2のモバイル版（PowerNow!は未搭載）
    - AMD K6-2+：K6-2に128KBのL2キャッシュを実装した高クロックモバイル版（PowerNow!搭載）

  - AMD K6-III：256KBのL2キャッシュを実装。
    - AMD K6-III-P：K6-IIIのモバイル版（PowerNow!は未搭載）
    - AMD K6-III+：K6-IIIの高クロックモバイル版（PowerNow!搭載）
- AMD K7：K6までのアルファベットと数字の組み合わせによる製品名を改め、固有名詞を付けることになった。
  - Athlon
    - Athlon XP：モデルナンバーの導入に併せ名称をリニューアルした製品。“XP”はEXtreme Performanceの略。
    - Athlon MP：デュアルプロセッサ向けのAthlon。
    - Athlon 4：初期のモバイル向けAthlonに使用された名称。“4”は4世代目のAthlonから。

  - Duron：Athlonシリーズの廉価版。キャッシュ容量が削減されている。
- AMD K8：「AMD64」を実装。
  - Athlon 64
  - K8版 Athlon：Athlon 64の改称。
  - Athlon 64 X2：Opteronに次ぐK8系デュアルコアプロセッサ。
  - Athlon X2：Athlon 64 X2の改称。
  - Athlon 64 X2 Dual-Core for Notebooks：x64対応デュアルコアモバイル向けプロセッサ。後述するTurion 64 X2の廉価版およびOEM向け版にあたる。
  - Athlon X2 Dual-Core for Notebooks：Athlon 64 X2 Dual-Core for Notebooksの改称。
  - Athlon 64 FX：Athlon 64の上位製品。Athlon FX-60以降はデュアルコア。
  - Opteron：サーバ向けCPU。デュアルコア版も存在する。
  - Turion Neo X2：超薄型ノートブック向けプロセッサ。
  - Athlon Neo (X2)：超薄型ノートブック向けプロセッサ。ソケットは専用品。
  - Turion 64：モバイル向けK8プロセッサ。Mobile Athlon 64の改称。
  - Turion 64 X2：初のx64対応デュアルコアモバイル向けプロセッサ。ソケットは専用品。
  - Turion X2：Turion 64 X2の改称。
  - Turion X2 Ultra：Turion X2の改良版。L2キャッシュが増量されている。
- AMD K10：K8のマルチコア向け改良版。
  - Phenom：クアッドコアプロセッサ。L3キャッシュを搭載する。トリプルコア版も存在する。
  - Phenom II：Phenomの改良版。TDPの改善およびL3キャッシュが増量されている。トリプルコア版およびデュアルコア版も存在する。
  - Turion II: モバイル向けのプロセッサ。
  - Athlon II: Phenom IIやTurion IIの低価格版という位置づけのプロセッサ。
  - K10版 Opteron：サーバ向けクアッドコア、ネイティブ6コアCPU。
- Sempron：2004年に低価格機種向けに新設された、Duronの後継ブランド。
  - Sempron for Notebooks：モバイル向けSempron。
  - Sempron X2：K8系デュアルコアプロセッサの最下位製品。L2キャッシュ容量は大幅に減少している。
- AMD Geode：National Semiconductorから買収した低消費電力の組み込み向けブランドと製品群。
  - Geode GX
  - Geode LX
  - Geode NX：ThoroughbredコアのモバイルAthlon XP-Mの低電圧版。
- AMD Zen
  - Ryzen：デスクトップ・ラップトップ向けプロセッサ。
  - Ryzen Threadripper：HEDT向けプロセッサ。
  - EPYC：サーバー・データセンター向けプロセッサ。
  - Athlon(APU)：デスクトップ・ラップトップ向けのローエンドモデル。

### チップセット
- AMD 580 シリーズ
- AMD 690 シリーズ
- AMD 7 シリーズ
- AMD 8 シリーズ
- AMD 9 シリーズ
- AMD AM4プラットフォーム（X370, B350, A320, X300, A300, X470, B450, X570）

### GPU (Graphics Processing Unit)
ATI Technologiesを吸収合併し、GPUの開発にあたっている。合併により両社の得意分野が相乗効果を生み、近年では競合のNVIDIAが逼迫する程、技術開発、新製品の投入サイクルを上げ、マーケットにおける攻勢を強めることで業績を伸ばしている。またGPU関連技術を手に入れたことでAPUの開発も可能となった。
AMDは3次元コンピュータグラフィックスAPIであるOpenGLや、CPU/GPU混在のヘテロジニアス環境向けアクセラレーションAPIであるOpenCLの仕様策定・標準化にも携わっている。そのほか、オーバーヘッドを低減した独自のローレベルグラフィックスAPIであるMantleを開発し、後発のローレベルAPIであるDirect3D 12 (DirectX 12) やVulkanの礎となった。